# Стрий Авто А102
Стрий Авто A102 — дослідний міський або приміський автобус середнього класу українського виробництва, що випускається ВАТ «Стрий Авто» на шасі FAW CAG780D226. Серійно не виготовлявся.
Автобус А102 був створений восени 2006 року довгий час проходив випробування. Серійне виробництво моделі почалося в 2010 році. Модель має тримальний кузов, низький рівень підлоги. Вона спроєктована так, щоб замовник сам міг вибирати двигун, коробку передач і задній міст. Машина має 28 або 32 місця для сидіння, а повна місткість становить 60 чоловік при загальній довжині 8,26 м. На ній можна встановлювати двигуни MAN, Mercedes-Benz, IVECO та інші потужністю 150-180 к.с.
З 2013 року автобус називається ГалАЗ-А103.

## Конкуренти
- ХАЗ А103 Руслан
- ЗАЗ А10С І-Ван
- Богдан А302